# Йорк (Небраска)
Йорк (англ. York) — місто (англ. city) в США, в окрузі Йорк штату Небраска. Населення — 8066 осіб (2020). У місті розташовані Йоркський коледж та Небрасський виправний центр для жінок.
Місто розташоване на перетині автомагістралей Interstate 80 і U.S. Route 81.

## Географія
Йорк розташований за координатами 40°52′17″ пн. ш. 97°35′40″ зх. д. / 40.87139° пн. ш. 97.59444° зх. д. (40.871363, -97.594514).  За даними Бюро перепису населення США в 2010 році місто мало площу 14,94 км², з яких 14,88 км² — суходіл та 0,06 км² — водойми. В 2017 році площа становила 15,74 км², з яких 15,68 км² — суходіл та 0,06 км² — водойми.

## Демографія
Згідно з переписом 2010 року, у місті мешкало 7766 осіб у 3253 домогосподарствах у складі 1992 родин. Густота населення становила 520 осіб/км².  Було 3633 помешкання (243/км²).
Расовий склад населення:
| - 94,9 % — білих - 1,0 % — чорних або афроамериканців - 0,7 % — азіатів - 0,3 % — корінних американців - 0,1 % — вихідців з тихоокеанських островів - 1,8 % — осіб інших рас |

До двох чи більше рас належало 1,2 %. Частка іспаномовних становила 4,4 % від усіх жителів.
За віковим діапазоном населення розподілялося таким чином: 22,9 % — особи молодші 18 років, 58,9 % — особи у віці 18—64 років, 18,2 % — особи у віці 65 років та старші. Медіана віку мешканця становила 39,4 року. На 100 осіб жіночої статі у місті припадало 96,0 чоловіків;  на 100 жінок у віці від 18 років та старших — 94,0 чоловіків також старших 18 років.
Середній дохід на одне домашнє господарство  становив 58 681 долар США (медіана — 47 865), а середній дохід на одну сім'ю — 71 667 доларів (медіана — 63 672). Медіана доходів становила 45 697 доларів для чоловіків та 30 402 долари для жінок. За межею бідності перебувало 13,1 % осіб, у тому числі 14,2 % дітей у віці до 18 років та 9,0 % осіб у віці 65 років та старших.
Цивільне працевлаштоване населення становило 4285 осіб. Основні галузі зайнятості: освіта, охорона здоров'я та соціальна допомога — 25,7 %, виробництво — 12,5 %, мистецтво, розваги та відпочинок — 10,3 %, роздрібна торгівля — 10,1 %.

## Персоналії
- Фред Нібло (1874-1948) — американський актор і режисер.